# Idotea granulosa
Idotea balthica — вид морських рівноногих ракоподібних родини Idoteidae, що мешкають серед водної рослинності та на каміннях вздовж берегів Європи. Їх можна знайти на літоралі, де вони живляться водоростями.

## Поширення
- Балтійське море: Польська виняткова економічна зона;
- Бельгія: Остенде;
- Узбережжя Франції;
- Літораль північної частини Атлантичного океану;
- Північного моря, узбережжя Норвегії, південно-східної Англії.